# Aimone di Auxerre
Aimone di Auxerre, a volte scritto anche Haimon, in latino Haimo Autissiodorensis (... – Cessy-les-Bois, 865/875), è stato un monaco e studioso benedettino del IX secolo.

## Biografia
Il nome di Aimone d'Auxerre appare nel contesto del rinascimento carolingio: è noto soprattutto per i suoi numerosi commenti biblici, ma anche per essere stato il secondo maestro della scuola di Auxerre, particolarmente prospera sotto il regno di Carlo il Calvo: nel IX secolo Auxerre fu sede di una scuola monastica insediata attorno all'abbazia reale di Saint-Germain (dichiarata reale dai tempi di Pipino il Breve), frequenta da studiosi come Murethach, Erico e Remigio.
Murethach, un dotto monaco e studioso irlandese, fu uno dei fondatori della scuola e il suo primo maestro. Intorno all'840, dopo essere stato suo allievo, e forse anche suo collega, Aimone gli succedette a capo della scuola. Considerato un fervente difensore della tradizione agostiniana,  Aimone annoverò tra i suoi studenti Erico, al quale insegnò in particolare le scienze scritturali e la teologia e che divenne lui stesso il terzo maestro della scuola. Aimone rinunciò al suo posto nell'865 e si ritirò nel monastero di Saint-Baudèle a Cessy-les-Bois dove concluse la sua vita come abate, morendovi fra l'865 e l'875.

## Opera
Durante il rinascimento carolingio, Aimone e il suo allievo Erico, come molti altri, sono i rappresentanti del nuovo monachesimo carolingio, e gli specialisti nei commentari biblici. Inoltre Aimone pratica il metodo della quaestio, il cui sviluppo è strettamente collegato alla scuola esegetica di Auxerre.
Essendo soprattutto un monaco, tutta l'opera di Aimone fa riferimento alla sua realtà sociale e spirituale. Dopo Rabano Mauro, è il carolingio autore del maggior numero di commenti biblici.
I suoi commenti, tuttavia, sono privi di dediche o riferimenti a se stesso, come spesso al contrario fanno i suoi colleghi. Inoltre i suoi commenti sottolineano costantemente la ricerca della perfezione: Aimone utilizza le autorità precedenti nella catena esegetica in modo molto ragionato (rifacendosi in questo a precedenti autori religiosi, come Gregorio Magno), il che si traduce in commenti che si distinguono da ciò che è consuetudine vedere in epoca carolingia.
A seguito, in particolare, di un errore di Giovanni Tritemio, le opere di Aimone di Auxerre furono per lungo tempo attribuite al suo omonimo Aimone di Halberstadt: Tritemio, erudito e abate di Sponheim, dedica un lungo cenno al vescovo Aimone di Halberstadt nel suo Catalogus illustrium virorum Germaniae e nel suo De scriptoribus ecclesiasticis, che per molto tempo diffusero confusione attorno ai due Aimone.
L'edizione critica della Collectanea di Erico, realizzata dal cappuccino Riccardo Quadri, permette di identificare meglio le opere di Aimone di Auxerre. Il lavoro di Erico consiste in gran parte in un insieme di scolia quaestionum (o domande scolastiche), che fanno diretto riferimento all'insegnamento che Erico ricevette da Aimone: si possono in questo modo correttamente attribuire commenti biblici, come ad esempio sulle epistole paoline, sul Cantico dei cantici, su Isaia, sul Genesi, su Ezechiele, ma anche sui profeti minori, e altri commenti esegetici. Forse Aimone fu anche l'autore dell'epitome Historiæ sacræ, sive De christianarum rerum memoria libri, compendio della Storia ecclesiastica di Eusebio di Cesarea continuata Tirannio Rufino, e tradizionalmente attribuita anch'essa a Aimone d'Halberstadt. L'opera intitolata De varietate librorum sive de amore cælestis patriæ libri tres, di un certo "Emmo Monachus", potrebbe altrettanto essergli attribuita.

### I tre ordini funzionali
Aimone di Auxerre è noto soprattutto per aver presentato la prima concezione conosciuta della teoria medievale dei tre ordini funzionali, poi perfezionata da Adalberone di Laon e altri pensatori, e destinata al successo durante il Medioevo e l'epoca moderna. Basandosi sulla memoria dello schema trifunzionale dell'antica Roma offerto da Isidoro di Siviglia, Aimone cerca di applicarlo all'insieme della società cristiana nonché di estenderlo alla stessa fede cristiana per glorificare la supremazia spirituale della Chiesa sui fondamenti del mondo terreno.
Originariamente Romolo organizzò e divise la società romana in tre parti: i senatores, i milites (combattenti) e i plebei. Innanzitutto in Aimone i senatori diventano i sacerdoti, coloro ai quali è dovuto l'onore, che hanno la funzione di guidare e ai quali vengono offerti servizi e doni. I milites restano i guerrieri, tuttavia Aimone aggiunge due caratteristiche essenziali per definire più precisamente quest'ordine: per non cadere nel lato bestiale del peccato originale, Aimone afferma che i milites devono avere origine da un istituto giuridico e devono adempiere al dovere che Dio ha loro conferito, cioè essere ministri della giustizia, giudici e difensori. La plebe di Isidoro divenne la popolazione contadina, servi e villani insieme. In tal modo Aimone deve gestire con attenzione il principio della tripartizione, perché sa che i romani non hanno ricevuto né governo né legge dai loro dei, a differenza dei cristiani. Ma pur riconoscendo un'origine pagana alla tripartizione, la trova piuttosto accettabile per la società in cui si era evoluta.
Per modificare lo schema di Romolo e passare ai tre ordini cristiani, Aimone concede il predominio al sacerdozio, cioè ai vescovi e a chiunque abbia come obiettivo la predicazione della parola di Dio. Inoltre, generalizza lo schema dei tre ordini funzionali al di là di ogni diversità culturale, con l'obiettivo di estenderlo universalmente a tutte le società e a tutte le persone destinate ad essere ammesse nella casa di Dio, la Chiesa.
Con questo schema di base Aimone offre una duplice concezione dell'ordine sociale. La prima tripartizione, tratta dai Moralia in Iob di Gregorio Magno, separa in tre ordini ecclesiastici: l'ordine dei predicatori nello stato ecclesiastico, l'ordine dei vergini nello stato monastico e l'ordine dei coniugi nello stato di matrimonio. In Aimone, questi tre stati canonici rappresentano tre gradi di perfezione che si avvicinano a quella che dovrebbe essere la vita ideale e perfetta della Chiesa.
Dopo l'introduzione dei tre ordini di perfezione, Aimone avanza un'ulteriore classificazione, comprendente l'ordine dei sacerdoti, dei guerrieri e dei contadini. Pertanto, questa tripartizione classifica lo status sociale secondo il principio dell'obsequium debitum, cioè secondo il servizio dovuto alla comunità o alla società. Questi tre ordini di servizio furono un'innovazione ben dissimile dai tre ordini di perfezione e che non fu unanimemente accettata: tale seconda tripartizione suscitò infatti discussioni e stentò a farsi accettare, non solo da Erico ma anche nel resto della comunità monastica.
Esistono diverse varianti di queste classificazioni. La prima ha attraversato i secoli, ed è ora presente nel diritto canonico attraverso la divisione dei tre stati canonici successivi: lo stato sacerdotale, lo stato religioso e lo stato matrimoniale. La seconda si è evoluta fino a diventare la classificazione per ordine della società dell'Ancien Régime: il clero, la nobiltà e il Terzo Stato.

## Opere

### Attribuite ad Aimone
- Commento al Cantico dei cantici
- Commento a Isaia
- Commento a Daniele[16]
- Commento alle Lettere di Paolo
- Commento all'Apocalisse di Giovanni
- Omeliari (unica opera esegetica organizzata secondo l'ordine liturgico)

### Probabilmente attribuibili ad Aimone
- Commento al Genesi
- Commento a Ezechiele
- Commento ai profeti minori
- Commento al Vangelo secondo Giovanni

### Altre opere potenzialmente attribuibili ad Aimone
- Epitome historiae sacrae
- Commento ai Giudici, ai Libri dei Re, a Esdra e Neemia, a Ester, a Giobbe e all'Ecclesiaste
- Commento a Geremia
- Commento al Vangelo secondo Matteo[17].

## Edizioni
- Ed. Jacques Paul Migne, Patrologia Latina, 116, 117, 131, su Documenta Catholica Omnia
- Ed. Roger Gryson, Haymo Autissiodorensis. Annotatio libri Isaiae Prophetae (= Corpus Christianorum. Continuatio Mediaevalis, 135C), Turnhout: Brepols Publishers, 2014, ISBN 978-2-503-55219-4.
- Ed. Roger Gryson, Haymo Autissiodorensis. Annotatio libri Iezechielis imperfecta (= Corpus Christianorum. Continuatio Mediaevalis, 135E), Turnhout: Brepols Publishers, 2015, ISBN 978-2-503-55702-1.